# Eleições estaduais na Paraíba em 1955
As eleições estaduais na Paraíba em 1955 aconteceram em 3 de outubro como parte das eleições gerais em nove estados cujos governadores exerciam um mandato de cinco anos. Neste caso foram eleitos o governador Flávio Coutinho e o vice-governador Pedro Gondim. Ressalte-se que o percentual obtido por Flávio Coutinho jamais foi superado na história paraibana.
Natural de Pilar, o médico Flávio Coutinho graduou-se em 1907 pela Universidade Federal da Bahia e exerceu sua profissão em Belém antes de retornar à Paraíba onde se estabeleceu como usineiro à frente da Usina Santa Rita. Correligionário de Epitácio Pessoa, foi prefeito de Itabaiana por breve período. Em 1924 foi eleito deputado estadual, porém renunciou ao ser escolhido segundo vice-presidente do estado no governo João Suassuna. Eleito deputado federal, teve o mandato extinto pela Revolução de 1930. Durante o Estado Novo, integrou o Conselho de Administração e presidiu o Departamento Administrativo da Paraíba, a Associação Comercial do estado e o Sindicato da Indústria do Açúcar, o qual fundou. Prócer da UDN paraibana ao lado de José Américo de Almeida e Argemiro de Figueiredo, presidiu o diretório estadual da legenda e foi eleito deputado estadual em 1947 figurando como suplente de deputado federal no pleito seguinte. Eleito governador em 1955 para um mandato de cinco anos, licenciou-se do cargo para tratamento de saúde e por fim renunciou.
A eleição para vice-governador foi decidida em prol do advogado Pedro Gondim. Nascido em Alagoa Nova e diplomado na Universidade Federal de Pernambuco em 1938, ingressou no PSD nos agonizes do Estado Novo elegendo-se deputado estadual em 1947, 1950 e 1954, mandato do qual se licenciou para assumir a Secretaria de Agricultura no governo José Américo de Almeida. Eleito vice-governador na condição de candidato único em 1955, assumiu o governo em 1958 por conta da licença que o governador Flávio Coutinho solicitou para tratamento de saúde e foi governador interino até renunciar a fim de concorrer ao executivo estadual em 1960.
O advogado criminalista Renato Teixeira Bastos foi o candidato oposicionista, pelo Partido Social Trabalhista, modesto partido de esquerda. Sem possibilidades de vitória contra a poderosa coligação de Coutinho, foi tido como uma opção de protesto. Apesar disto, foi bem votado em João Pessoa (6.875 contra 12.369), Santa Rita (2.089 contra 2.977) e Mamanguape (1.940 a 5.276). Juntos os três municípios lhe renderam 10.904 votos, mais da metade do que recebeu ao todo: 19.251. Como jurista, Renato Bastos esteve presente quando da instalação do Tribunal Regional Eleitoral da Paraíba, em 1945, fazendo parte da composição do tribunal daquele ano. Também atuou no jornalismo. É nome de rua em João Pessoa. Conforme Marcus Odilon (2000), naquela eleição concorriam "dois grandes paraibanos". Votos brancos foram 37.425 e nulos 2.859 (somados: 40.284), quantia considerada alta.

## Resultado da eleição para governador
Segundo o Tribunal Superior Eleitoral houve 199.479 votos nominais (97,53%), 37.425 votos em branco (0,75%) e 2.859 votos nulos (1,69%), resultando no comparecimento de 239.763 eleitores.
| Candidatos a governador do estado | Candidatos a vice-governador | Número | Coligação           | Votação | Percentual |
| --------------------------------- | ---------------------------- | ------ | ------------------- | ------- | ---------- |
| Flávio Coutinho UDN               | Ver abaixo -                 | -      | UDN, PSD, PL, PSB   | 180.228 | 90,35%     |
| Renato Bastos PST                 | Não havia -                  | -      | PST (sem coligação) | 19.251  | 9,65%      |
| Fontes:                           |                              |        |                     |         |            |

## Resultado da eleição para vice-governador
Conforme mencionado acima, a eleição para vice-governador teve candidato único. Foram apurados também 56.890 votos em branco (23,74%) e 2.721 votos nulos (1,13%), resultando no comparecimento de 239.763 eleitores.
| Candidatos a vice-governador | Candidatos a governador do estado | Número | Coligação         | Votação | Percentual |
| ---------------------------- | --------------------------------- | ------ | ----------------- | ------- | ---------- |
| Pedro Gondim PSD             | Ver acima -                       | -      | UDN, PSD, PL, PSB | 180.152 | 100%       |
| Fontes:                      |                                   |        |                   |         |            |